# Пономарьов Степан Анатолійович
Степан Анатолійович Пономарьов (16 січня 1976, м. Рибінськ, СРСР) — білоруський хокеїст, нападник. 
Виступав за «Полімір» (Новополоцьк), ХК «Вітебськ», «Олімпія» (Кірово-Чепецьк), «Динамо» (Мінськ), «Німан» (Гродно), «Юність» (Мінськ), «Юніор» (Мінськ), «Керамін» (Мінськ), ХК «Брест», «Компаньйон-Нафтогаз» (Київ), «Леви» (Львів).
Досягнення
- Чемпіон Білорусі (2006, 2009), срібний призер (2008), бронзовий призер (2007)
- Володар Континентального кубка (2007).